# Edgar G. Ulmer

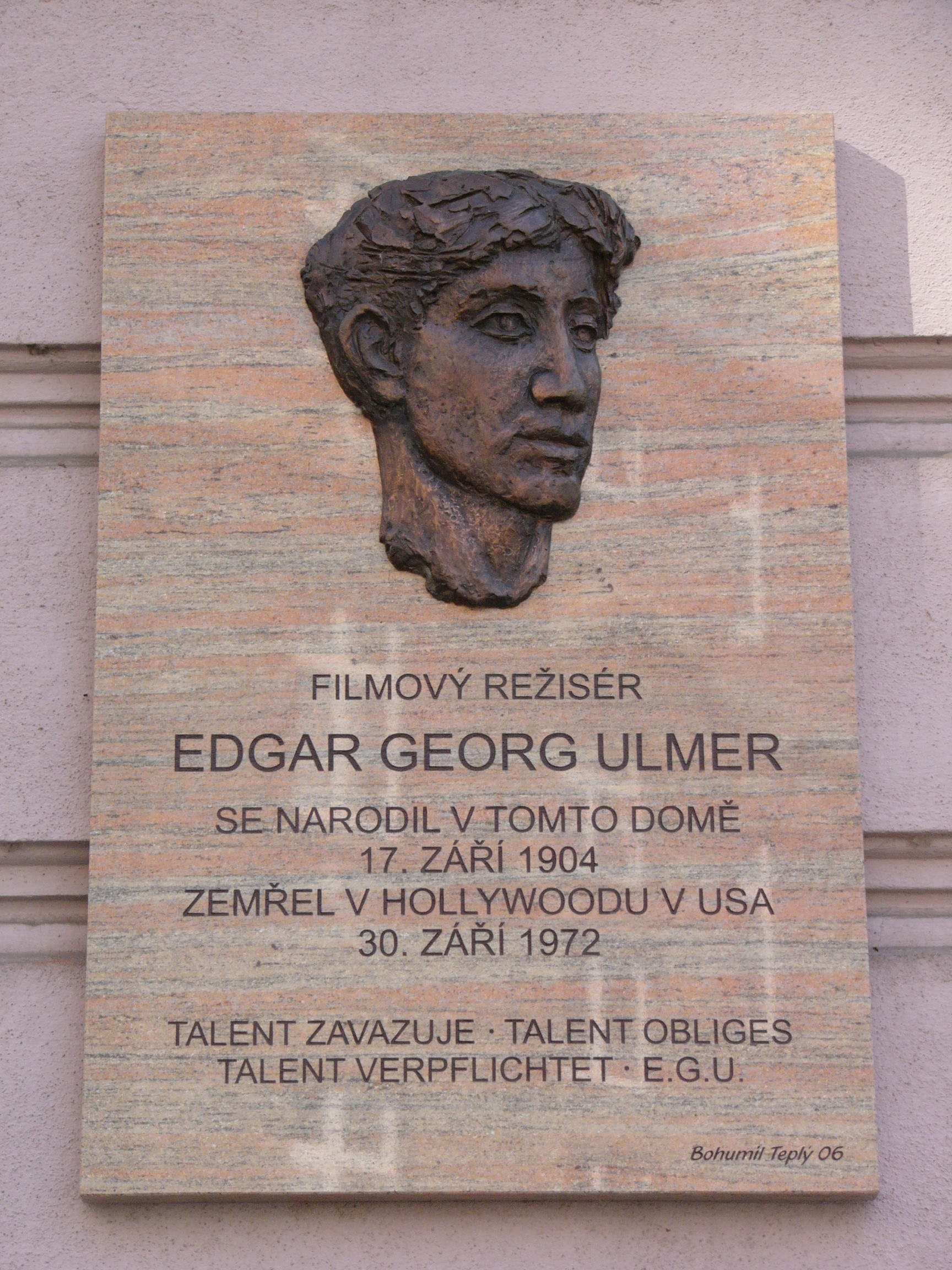
Placă memorială în Olomouc

Edgar Georg  Ulmer (n. 17 septembrie 1904, Olomouc, Austro-Ungaria, azi în Cehia - d. 30 septembrie 1972, Woodland Hills, California) a fost un regizor austriaco-american,  scenarist și producător de film. 
Ulmer este cel mai cunoscut pentru filmul de groază The Black Cat (1934) și pentru filmul noir Detour (1945). Aceste două filme elegante și excentrice au câștigat statutul de cult în timp ce alte filme ale sale rămân relativ necunoscute.

## Filmografie parțială

### Regizor
- Menschen am Sonntag (1929), împreună cu Curt și Robert Siodmak
- Damaged Lives (1933)
- The Black Cat (1934)
- Green Fields (1937)
- Moon Over Harlem (1939)
- Girls in Chains (1943)
- Bluebeard (1944)
- Strange Illusion (1945)
- Detour (1945)
- The Strange Woman (1946)
- Carnegie Hall (1947)
- Ruthless (1948)
- The Man from Planet X (1951)
- St. Benny the Dip (1951)
- Murder Is My Beat (1955)
- Daughter of Dr. Jekyll (1957)
- Naked Venus (1958)
- The Amazing Transparent Man (1960)
- Beyond the Time Barrier (1960)
- The Cavern 1963